# Doris Haas
Doris Haas, född 27 december 1964, är en tysk bågskytt. Hon deltog vid olympiska sommarspelen 1984 och olympiska sommarspelen 1988.